# Museumpark
Het Museumpark is een park in Rotterdam, gelegen tussen de Westersingel, de Westzeedijk, het complex van het Erasmus MC en de Rochussenstraat. Het park ligt in het Land van Hoboken, het voormalige landgoed van de familie Van Hoboken.  

## Geschiedenis
In 1924 kocht de Gemeente Rotterdam het Land van Hoboken en werd het gebied hernoemd tot "Dykzigt". De stad was daarvoor al om het landgoed heen gegroeid, waardoor het een zeldzaam landelijk groen gebied middenin Rotterdam was. In 1927 publiceerde W.G. Witteveen het gemeentelijke "uitbreidingsplan Dykzigt". Hierin stond aangegeven hoe het voormalige landgoed opnieuw ingericht moest worden. Vanaf 1928 werd het uitbreidingsplan geleidelijk en gedeeltelijk uitgevoerd. 
In 1929 kreeg het deel van de Mathenesserlaan dat door het park loopt de naam "Museumpark". In hetzelfde jaar begon ook de bouw van een nieuw gebouw voor (toenmalig) Museum Boijmans in het park. Het ontwerp was van stadsarchitect Van der Steur. Achter het museum ontwierp hij een museumtuin met rosarium (nu bekend als de Rozentuin) samen met twee vijvers. Ten zuiden daarvan werd een herdenkingsmonument geplaatst voor G.J. de Jongh, oud-directeur van Dienst Gemeentewerken Rotterdam. Samen vormen museum, Rozentuin en herdenkingsmonument een ensemble.
In het zuiden van het park had de familie Van Hoboken hun woning Villa Dijkzigt gebouwd (tussen 1849-1852). Later is hier de Volksuniversiteit Rotterdam in getrokken, die er rond 1930 een filmzaal en een openluchttheater toevoegde.
In de jaren vijftig vonden er (mede) in het park drie grote evenementen plaats: Rotterdam Ahoy' (1950), Nationale Energie Manifestatie 1955 en de eerste Floriade (1960). Van de herinrichting van het park tijdens de Floriade is nu nog veel te zien. De Rozentuin achter Museum Boijmans Van Beuningen kreeg bij de Floriade zijn huidige vorm, onder meer met pergola's ontworpen door Van den Broek en Bakema. 
Sinds 1987 is het Natuurhistorisch Museum Rotterdam gehuisvest in Villa Dijkzigt.
Tussen 1989 en 1991 werd het Museumpark herontworpen en heringericht. De ontwerpopdracht van Dienst Stadsontwikkeling werd uitgewerkt door architectenbureau OMA, landschapsarchitect Yves Brunier en ontwerpster Petra Blaisse. Zij verdeelden het park in vijf zones, verbonden door twee strakke wandelpaden die ook door de museumgebouwen heen liep:
- Een buitenzone met het toenmalige NAi-gebouw (nu Nieuwe Instituut) en een vijver.
- Een zone met appelbomen in een strak grid op een schelpenvlakte (later acacia's en witte steentjes).
- Een verhoogd geasfalteerd podium voor evenementen.
- Een landschapszone met bloementuin, historische bomen en een verhoogde wandelaarsbrug met grindrivier.
- Een buitenzone met de Kunsthal en het Natuurhistorisch Museum.[1][7][8]

Sinds de realisatie van dit ontwerp is de inrichting van het Museumpark verder veranderd. In 2005 is onder de evenementenzone een ondergrondse parkeergarage gebouwd. Tussen 2017 en 2021 is het Depot Boijmans gebouwd, de grid-zone met bomen is hiervoor verdwenen. Sinds 2022 wordt het Museumpark gerenoveerd, hierbij is onder andere de landschapszone heringericht.

## Museums en parkinrichting
Het Museumpark maakt deel uit van de zogenaamde 'Kunst-As' en omvat inmiddels zeven musea vlak bij elkaar:
- Nieuwe Instituut
- Huis Sonneveld
- Chabot Museum
- Museum Boijmans Van Beuningen
- Depot Boijmans Van Beuningen
- Natuurhistorisch Museum Rotterdam
- Kunsthal Rotterdam

In het park staan verschillende kunstwerken, waardoor het museumpark ook als openluchtmuseum functioneert. Tegenover het monument voor Gerrit de Jong is een rozentuin.
Het Museumpark is te bereiken met tramlijn 8. Aan de noordwestzijde van het park bevindt zich de ondergrondse Museumpark parkeergarage.
"Museumpark" is ook de naam van de straat die door het park loopt en zo de verbinding vormt tussen de Mathenesserlaan en de Witte de Withstraat. De straat heet zo sinds 1929, daarvoor was de straat een deel van de Mathenesserlaan.

## Culturele activiteiten
Sinds 1990 vindt jaarlijks het theaterfestival De Parade plaats in het Museumpark. Met uitzondering van de jaren 2020 t/m 2023. Van 2020 t/m 2022 kon het festival hier niet plaatsvinden vanwege werkzaamheden in het park. Ook in 2023 kon het festival hier niet plaatsvinden. Ditmaal omdat de data van de Parade was gepland in Rotterdam niet beschikbaar waren in de evenementenkalender. Deze vier jaren werden daarom overgenomen door het Parktheater in Eindhoven. Als alternatief hiervoor kregen de inwoners van Rotterdam in 2023 met hun Rotterdampas korting op de Parade in Den Haag, zodat ze er dan daar alsnog naar toe konden gaan.
Ook was het Museumpark lang de locatie van de Pleinbioscoop. 
Admiraal de Ruyterweg ·
Admiraliteitskade ·
Aert van Nesstraat ·
Baan ·
Batavierenstraat ·
Beukelsdijk ·
Beursplein ·
Beurstraverse ·
Binnenweg ·
Binnenwegplein ·
Binnenrotte ·
Blaak ·
Boezemweg ·
Boompjes ·
Bosland ·
Botersloot ·
Burgemeester van Walsumweg ·
Churchillplein ·
Coolsingel ·
Coolvest ·
Eendrachtsplein ·
Eendrachtsweg ·
Geldersekade ·
Goudsesingel ·
's-Gravendijkwal ·
Haagseveer ·
Henegouwerlaan ·
Hofdijk ·
Hofplein ·
Hoogstraat ·
Jonker Fransstraat ·
Karel Doormanstraat ·
Kipstraat ·
Kolk ·
Koningin Emmaplein ·
Korte Hoogstraat ·
Kruiskade ·
Kruisplein ·
Leuvehoofd ·
Lijnbaan ·
Lombardkade ·
Maasboulevard ·
Mariniersweg ·
Mathenesserlaan ·
Mauritsweg ·
Meent ·
Museumpark ·
Oostmolenwerf ·
Oostplein ·
Oude Binnenweg ·
Parkkade ·
Parklaan ·
Pim Fortuynplaats ·
Plein 1940 ·
Pompenburg ·
Rochussenstraat ·
Saftlevenstraat ·
Schiedamsedijk ·
Schiedamse Vest ·
Schouwburgplein ·
Spaansekade ·
Stadhuisplein ·
Stationsplein ·
Stroveer ·
Van Oldenbarneveltstraat ·
Vasteland ·
Veerkade ·
Weena ·
Westblaak ·
Westerkade ·
West-Kruiskade ·
Westersingel ·
Westplein ·
Willemskade ·
Willemsplein ·
Witte de Withstraat
Albert Schweitzerplantsoen ·
Arboretum Trompenburg ·
Arboretum Hoogvliet ·
Dakpark ·
Getijdenpark Eiland van Brienenoord ·
Getijdenpark Feijenoord ·
Het Park ·
Hofbogenpark ·
Kralingse Bos ·
Museumpark ·
Nelson Mandelapark ·
Ommoordse veld ·
Oude Plantage ·
Park De Twee Heuvels ·
Park Honingen ·
Park Rozenburg ·
Park Schoonoord ·
Park Zestienhoven ·
Prinsenpark ·
Rietveldpark ·
Rijnhavenpark ·
Ruigeplaatbos ·
Semiramispark ·
Spinozapark ·
Vroesenpark ·
Wijktuin Ommoord ·
Wollefoppenpark ·
Zuiderpark